# Liam Mower
Liam Mower, född 30 maj 1992, är en engelsk skådespelare och dansare. Han är mest känd för sin balett. Han var en av tre pojkar som delade huvudrollen i originalrollen som Billy Elliot i musikalen. Han är också den yngsta person som någonsin vunnit ett Laurence Olivier-pris.